# Berberodes conchylata
Berberodes conchylata là một loài bướm đêm trong họ Geometridae.